# Berrien Springs
Berrien Springs är en ort i Berrien County i delstaten Michigan, USA. Ortens invånarantal uppgick till 1 800 personer vid folkräkningen år 2010.